# Maritime Airborne Warfare System
Le Maritime Airborne Warfare System (MAWS)  est un projet abandonné d’avion de patrouille maritime visant à remplacer, à l’horizon 2030, les avions de patrouille maritime Atlantique 2 de la Marine française et les P-3 Orion de la Marine allemande.
Après l’abandon du programme, l’Allemagne a acheté des Boeing P8A Poseidon alors que la France va concevoir une version spécifique de l’Airbus A321.

## Historique

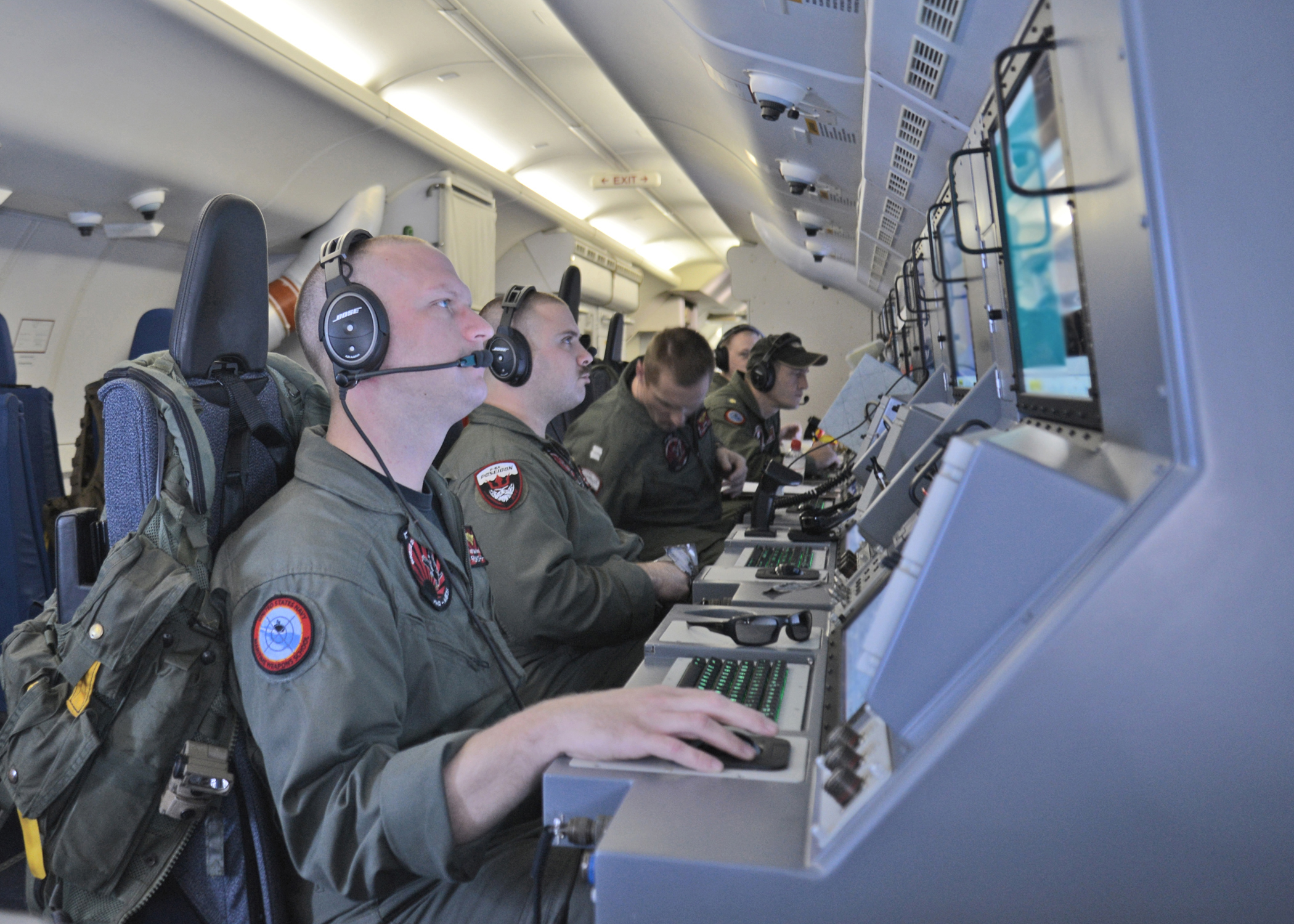
Stations de travail d'un P-8 en 2014.

La base du projet lancé en 2018 est développé par des entreprises d’électronique : Thales, Elektroniksystem, Diehl BGT Defence, Hensoldt.
Toutefois, le Gouvernement allemand souhaite accélérer le retrait des P-3 Orion, qui pourrait intervenir en 2025, mais cette date est trop tôt pour lancer un nouvel avion pour la France, qui modernise les Atlantique 2. La France propose alors en mars 2020 de prêter quatre Atlantique 2 à l’Allemagne.
Mais le représentant du ministère de la Défense allemande a décliné l'offre en indiquant que cela ne correspondait pas au besoin des forces armées allemandes. Le Gouvernement allemand s'est porté sur l'achat de cinq Boeing P8A Poseidon pour un montant de 1,43 milliard d'euros.
En novembre 2021, le plateau franco-allemand qui avait été installé en 2020 dans les locaux de Thales à Vélizy ferme mettant un terme à ce programme.
En 2024, après avoir confié deux études d’architecture à Dassault Aviation et Airbus Defence and Space,,, c’est l’Airbus A321 MPA qui est retenu par la France pour succéder à l’Atlantique 2.